# 中辻憲夫
中辻 憲夫（なかつじ のりお、1950年3月26日 - ）は、日本の生物学者。京都大学名誉教授。理学博士（京都大学、1977年）。和歌山県出身。

## 略歴
- 1950年3月、和歌山県橋本市生まれ[2]
- 1968年3月、和歌山県立橋本高等学校卒業[2]
- 1972年3月、京都大学理学部卒業
- 1977年3月　京都大学大学院理学研究科博士課程修了。『Studies on the gastrulation of amphibian embryos (両生類胚の嚢胚形成に関する研究)』で京都大学より理学博士を取得[3]。
- 1978年1月　ウメオ大学（スウェーデン）助手
- 1978年7月　マサチューセッツ工科大学研究員
- 1980年7月　ジョージ・ワシントン大学医学部ポストドクトラル・フェロー
- 1983年6月　ロンドン大学MRC哺乳類発生学部門研究員
- 1984年4月　明治乳業ヘルスサイエンス研究所主任研究員（のち研究室長）
- 1991年9月　国立遺伝学研究所教授
- 1999年4月　京都大学再生医科学研究所教授（再生統御学研究部門　発生分化研究分野）
- 2002年5月　京都大学再生医科学研究所附属幹細胞医学研究センター長
- 2003年2月　バイオベンチャー企業リプロセルを創業。（同社は2013年6月に株式上場）
- 2003年4月　京都大学再生医科学研究所所長（2007年9月まで）
- 2007年10月　京都大学 物質-細胞統合システム拠点（iCeMS＝アイセムス）拠点長
- 2013年1月　京都大学 物質－細胞統合システム拠点 設立拠点長

## 研究
胚性幹細胞（ES細胞）をはじめ、精子形成細胞や胎児期生殖細胞など、様々な細胞の発生分化制御機構の研究における権威である。
厳しい倫理規制の下、日本で最初に受精した胚からヒトES細胞の株の作成方法を樹立するとともに、ヒトES細胞株の分配体制も確立するなど、日本の再生医学分野の発展において、その功績は計り知れない。

## 著作

### 単著
- 『発生工学のすすめ』 羊土社、1993年
- 『ライフサイエンスのための系統保存とデータバンク』 共立出版、2000年
- 『ヒトES細胞なぜ万能か』 岩波書店、2002年
- 『再生医学の基礎 幹細胞と臓器形成』 名古屋大学出版会、2003年
- 『幹細胞と再生医療』 丸善出版、2015年

### 編著
- 『発生工学実験法 脊椎動物の個体発生と遺伝子機能』 羊土社、1994年
- 『生殖細胞の発生と性分化』 岡田益吉、長濱嘉孝共編著 共立出版、1998年 改装版、2000年
- 『幹細胞・クローン研究プロトコール 再生医学をめざした幹細胞の分離・培養・分化制御から再プログラム化の研究まで』 羊土社、2001年
- 『再生医療へと動き始めた幹細胞研究の最先端 増殖・分化,再プログラム化のメカニズム究明から実現しつつある臨床応用の現状と展望まで』 岡野栄之共編著 羊土社、2003年
- 『生殖細胞の発生・エピジェネティクスと再プログラム化』 小倉淳郎、松居靖久、佐々木裕之、仲野徹共編著 共立出版、2008年

### 監修
- 『再生医療の最前線2010 ES・iPS・組織幹細胞の特性の理解と分化誘導,創薬・臨床応用に向けた品質管理,安全性の基盤技術』 中内啓光共同監修 羊土社、2010年
- 『ES・iPS細胞実験スタンダード 再生・創薬・疾患研究のプロトコールと臨床応用の必須知識』 羊土社、2014年

## 受賞歴
- 2004年、京都新聞文化学術賞の大賞を受賞